# 最高の夏
「最高の夏」（さいこうのなつ）は、日本のバンド・フラワーカンパニーズの5枚目のシングル。

## 解説
- 前作より3ヶ月ぶりのリリース。
- 表題曲にはバンド初のタイアップが付いた。

## 収録曲
全作詞：鈴木けいすけ　全編曲：フラワーカンパニーズ
1. 最高の夏 (4:04)
作曲：竹安堅一・鈴木けいすけ
テレビ朝日系「SPORTS SPOTTERS」エンディング・テーマ
2. 買いものへ行こう (3:46)
作曲：鈴木けいすけ
3. 最高の夏（オリジナル・カラオケ） (4:04)

## 収録アルバム
- ヤングフラワーズ 〜Early FLOWER COMPANYZ（#1）
- Singles & More 〜Antinos Years（#1）
- マンモスフラワー+6（#1, #2）